# FN:s sanktionslista över personer med koppling till terrorism
FN:s sanktionslista över personer med koppling till terrorism är en lista skapad av FN. Listan skapades som en konsekvens av FN-resolution nummer 1373, som antogs av FN:s säkerhetsråd 28 september 2001 som en följd av 11 september-attackerna mot USA några veckor innan. På listan står personer anklagade för koppling till terrorism, inklusive terrorismfinansiering.